# Мајсторовићи
Мајсторовићи су насељено мјесто у општини Власеница, Република Српска, БиХ. Према попису становништва из 1991. у насељу је живјело 125 становника.

## Становништво
Према попису становништва из 1991. године, мјесто је имало 125 становника.
| Националност       | 1991. |
| Срби               | 121   |
| остали и непознато | 4     |
| укупно             | 125   |

| Демографија | Демографија | Демографија |
| Година      | Становника  | Становника  |
| ----------- | ----------- | ----------- |
| 1961.       | 132         |             |
| 1971.       | 156         |             |
| 1981.       | 170         |             |
| 1991.       | 125         |             |